# 小畑川 (淀川水系)
小畑川（おばたがわ）は、京都府を流れる淀川水系の一級河川。

## 地理
京都府京都市西京区と京都府亀岡市の境に位置する大枝山の老ノ坂峠に発する。京都盆地の南西縁、主に洛西・乙訓地域を南方向に流れ、京都府乙訓郡大山崎町の桂川右岸、三川合流附近へと注ぐ。

## 流域の自治体
京都府
京都市（西京区）、長岡京市、向日市、長岡京市、乙訓郡大山崎町

## 歴史

### 伝承
天正年間、この地域では米六百石を朝廷に納めており、また水不足から農民は貧窮していた。天正十年（1582年）、本能寺の変の後亀山城へ向かっていた明智光秀が、農民の願いを聞きここに川を引いたという伝説が残っている。

### 水害
小畑川は桂川と合流する下流域が天井川化している部分があり、台風などで堤防決壊や越流で多大な被害を出していた。記録の残る明治以降でも1885年（明治18年）7月の台風では勝竜寺と下植野の境界付近で破堤、浸水。のちに「大正大洪水」と言われた1917年（大正6年）10月の水害では下植野の松ノ木橋で1時ごろからあふれ出し、警戒していた青年団員も避難しその直後に破堤して下植野の大半が浸水した。
1935年（昭和10年）6月の京都大水害では6月29日午前4時半に勝竜寺北東の堤防が決壊、勝竜寺と久貝の全部、神足の一部が濁水の中孤立した。午前8時半ごろには小畑川上流部でも破堤、西国街道は濁流と化した。負傷者4名、家屋の全半壊47戸、床上浸水291戸、水が引いた後は家も田んぼも泥の海と化した。ダメ押しに6月の被災から復旧途上の8月の2度目の水害で11日に前回と同じ場所が破堤した。
1953年（昭和28年）の台風13号では下植野の小畑橋の上流2か所で破堤、下植野では46戸のうちの40戸、久貝では20戸が浸水、水深は2ｍ以上。また支流の犬川左岸が破堤して勝竜寺で28戸が床上浸水の被害を受けた。浸水被害の原因は淀川・桂川からあふれた水の逆流によるものだった。それを受け1966年（昭和41年）より小畑川と支流の犬川の内水反乱を防ぐ河川改修工事が開始されたが、工事中の1967年（昭和42年）7月にも被災した。

## 主な支流
- 下狩川
- 千丈川
- 北川
- 善峯川
- 犬川

## 主な橋梁
京都市西京区
- 境谷大橋・・・京都府道140号灰方中山線
- 洛西大橋
- 福西大橋
- 竹の里大橋
- 新上里橋・・・京都府道733号柚原向日線
- 中河原橋

長岡京市
- 井ノ内橋・・・京都府道208号向日善峰線
- 今里橋・・・京都府道209号長法寺向日線
- 乙訓橋（向日市にも架橋）・・・京都府道67号西京高槻線支線（外環状線）
- 一文橋（〃）・・・京都府道67号西京高槻線（西国街道）
- 長岡橋・・・京都府道79号伏見柳谷高槻線
- 六斎橋
- 馬場橋・・・京都府道79号伏見柳谷高槻線（旧道）
- 古市橋・・・京都府道213号長岡京停車場線
- 神足橋
- 大門橋・・・京都府道211号下植野長岡京線
- 落合橋・・・京都府道204号奥海印寺納所線

乙訓郡大山崎町
- 小畑橋・・・国道171号